# Comuna Stoianiv, Radehiv
Stoianiv (în ucraineană Стоянів) este o comună în raionul Radehiv, regiunea Liov, Ucraina, formată din satele Stoianiv (reședința) și Zboiivska.

## Demografie
Componența lingvistică a comunei Stoianiv
     Ucraineană (99,34%)
     Alte limbi (0,66%)
Conform recensământului din 2001, majoritatea populației comunei Stoianiv era vorbitoare de ucraineană (99,34%), existând în minoritate și vorbitori de alte limbi.